# Story – 10th Anniversary
Story - 10th Anniversary – kompilacja fińskiego zespołu Amorphis, wydany w maju 2000 roku przez wytwórnie Relapse i Spinefarm Records z okazji dziesiątej rocznicy powstania zespołu.

## Twórcy
- Pasi Koskinen – śpiew (utwory 2, 3, 6, 7, 8, 9, 11, 12, 15)
- Tomi Koivusaari – śpiew, gitara rytmiczna, sitar
- Esa Holopainen – gitara prowadząca, gitara akustyczna
- Olli-Pekka Laine – gitara basowa
- Jan Rechberger – perkusja, instrumenty perkusyjne (utwory 1, 3, 4, 5, 7, 10, 12, 13, 14, 15)
- Santeri Kallio – instrumenty klawiszowe (utwory 3, 7, 12, 15)
- Pekka Kasari - perkusja (utwory 2, 6, 8, 9, 11)
- Sakari Kukko – saksofon (utwór 3)
- Kasper Mårtenson – instrumenty klawiszowe (utwory 1, 5, 14)
- Kim Rantala - instrumenty klawiszowe (utwory 2, 6, 8, 9, 11)
- Ville Tuomi – śpiew i mowa (utwory 1, 5, 14)

## Lista utworów
1. "Black Winter Day" – 3:48
2. "Against Widows" – 4:04
3. "Tuonela" – 4:37
4. "Grail's Mysteries" – 3:04
5. "The Castaway" – 5:30
6. "My Kantele" – 5:51
7. "The Way" – 4:36
8. "The Brother-Slayer" – 3:41
9. "The Orphan" – 5:16
10. "Exile of the Sons of Uisliu" – 3:45
11. "On Rich and Poor" – 5:17
12. "Divinity" – 4:56
13. "The Gathering" – 4:14
14. "Drowned Maid" – 4:11
15. "Summer's End" – 5:29
16. "Cares" (nagranie z koncertu w Tokio) – 4:21

Utwory pochodzące z albumów
- The Karelian Isthmus - 4, 10, 13
- Tales from the Thousand Lakes - 1, 5, 14
- Elegy - 2, 6, 9, 11, 16
- My Kantele - 8
- Tuonela - 3, 7, 12, 15